# Rutherford Alcock
Rutherford Alcock, född 25 maj 1809 i Westminster i London, död 2 november 1897 i London, var en brittisk diplomat och orientalist. Han är mest känd för att spelat en nyckelroll i brittisk utrikespolitik i Kina (Qingdynastin) och Japan under mitten av 1800-talet.

## Biografi
Alcock anställdes 1832 som fältläkare vid brittiska hjälpkåren i Portugal och 1836 vid den marinbrigad, som deltog i karlistkriget i Spanien. 1844 blev Alcock brittisk konsul i Fuzhou, en av de 1842 för européer öppnade kinesiska fördragshamnarna och han förflyttades halvtannat år senare till samma post i Shanghai, där han bland annat gjorde stora insatser för anläggandet av den brittiska koncessionen.
År 1858 blev Alcock Storbritanniens förste minister och generalkonsul i Japan och utsattes 1861 för en främlingsfientlig attack vid den brittiska legationen i Edo. Han var också delaktig i händelser, som 1864 ledde till bombarderingen av Shimonoseki-sundet och handelsfördragens slutliga bekräftelse. 1865-71 var han brittisk minister i Peking och högste uppsyningsman över den engelska handeln i Kina.
Alcock väckte tidigt engelsmännens intresse för den japanska konsten främst genom sina arbeten The Capital of the Tycoon (2 band 1863) och  Art and Art Industries in Japan (1878).

## Verk
- Alcock, Rutherford (1863). The Capital of the Tycoon: A Narrative of a Three Years' Residence in Japan. London: Longman, Green, Longman, Roberts, & Green. http://books.google.com/books?id=NnMzAAAAMAAJ&printsec=frontcover&dq=The+Capital+of+the+Tycoon:
- Alcock, Rutherford (1863) (på franska). Familiar dialogues in Japanese with English and French translations for the use of students.. Paris, London. Libris 2536113
- Alcock, Rutherford (1878) (på engelska). Art and art industries in Japan.. London. Libris 2536111